# Killer Commando - Per un pugno di diamanti
Killer Commando - Per un pugno di diamanti (Killer Force) è un film del 1976 diretto da Val Guest.
È un film d'azione statunitense, irlandese e svizzero con Telly Savalas, Peter Fonda, Christopher Lee, O.J. Simpson e Hugh O'Brian. È incentrato sulle vicende di una banda di criminali che progettano un furto in una miniera di diamanti.

## Produzione
Il film, diretto da Val Guest su una sceneggiatura di Val Guest, Gerald Sanford e Michael Winder, fu prodotto da Nat Wachsberger e Patrick Wachsberger per la American International Pictures e girato in Sudafrica.

## Distribuzione
Il film fu distribuito con il titolo Killer Force negli Stati Uniti dal gennaio del 1976 al cinema dalla American International Pictures.
Alcune delle uscite internazionali sono state:
- negli Stati Uniti il 14 gennaio 1976 (Los Angeles, California),
- negli Stati Uniti il 16 gennaio 1976 (Minnesota)
- in Svezia il 18 gennaio 1976
- negli Stati Uniti il 10 marzo 1976 (New York City, New York)
- nei Paesi Bassi il 29 aprile 1976
- in Francia il 26 maggio 1976 (Les mercenaires)
- in Finlandia il 3 settembre 1976 (Armoton joukko)
- in Norvegia il 17 settembre 1976
- in Turchia il 15 novembre 1976 (Çöl seytanlari)
- in Danimarca l'11 marzo 1977 (Killer Force)
- in Irlanda (Killer Force)
- in Grecia (Epangelmaties dolofonoi)
- in Spagna (Los mercenarios de los diamantes)
- in Germania Ovest (Söldner)
- nel Regno Unito (The Diamond Mercenaries)
- in Italia (Killer Commando - Per un pugno di diamanti)

## Promozione
La tagline è: "They were professionals who killed for hire. But the man who hunted them killed for pleasure!".

## Critica
Secondo il Morandini "più che i canoni del genere di spionaggio, il film segue quelli del bellico". Secondo Leonard Maltin il film "ha cast e potenziale " ma risulta troppo "allargato e complesso".